# Бланкмэн
«Бланкмэн» — американский пародийный фантастический фильм о супергероях, снятый Майком Байндер в 1994 году, с Дэймоном Уэйансом и Дэвидом Аланом Гриером в главных ролях, которые также были участниками комедийного телесериала 1990—1994 годов «В ярких красках».
Авторы сценария Дэймон Уэйанс и Дж. Ф. Лоутон, который так же написал сценария к фильмам «Красотка» и «Женщины-каннибалы в смертельных джунглях авокадо».

## Сюжет
В то время как «Человек-метеор» — это пародия на Супермена, Бланкмен явно представляет собой пародию на Бэтмена. Братья Кевин и Даррил Уолкеры выросли в неблагополучном районе Нью-Йорка. Дэррил Уокер (Дэймон Уэйанс), давний поклонник Бэтмена, стал изобретателем, при этом в душе оставшись большим ребёнком. Кевин стал оператором на телевидении. После того, как их бабушка была убита, Даррил создаёт пуленепробиваемый костюм супергероя и начинает бороться с преступностью в городе, помогая слабым и беззащитным, получив прозвище Бланкмэна. Брат Дэррила, Кевин, присоединился к нему. Бланкман устроил собственную Бэт-пещеру на заброшенной станции метро. Фильм «Бланкман» следует тенденции начала 1990-х годов, которая сочетает в себе классических героев комиксов с современной преступностью и афроамериканскими героями. Также присутствуют некоторые влияния Супермена. Дэррил, как и Кларк Кент (Супермен), использует очки, чтобы скрыть свою тайную личность от общественности.

## В ролях
- Дэймон Уэйанс — Дэррил Уокер / Бланкман
- Дэвид Алан Гриер — Кевин Уокер
- Робин Гивенс — Кимберли Джонз
- Кристофер Лоуфорд — мэр Марвин Харрис
- Линн Тигпен — Элеонора Уокер
- Джон Полито — Майкл Минелли
- Джейсон Александр — Ларри Стоун
- Грег Киннир

Для актёра Грега Киннира («Лучше не бывает») — это был дебют в полнометражном художественном фильме, так же как и для Криса Уильямса.

## Критика
«Бланкмэн» получил отрицательные отзывы критиков и потерпел провал в прокате. На сайте-агрегаторе рецензий Rotten Tomatoes у фильма 19 % положительных отзывов, а средний рейтинг — 3,48 / 10.